# Karl Otto Horch
Karl Otto Horch (* 20. März 1887 in Heilbronn; † 12. Februar 1965 in Faurndau) war ein deutscher Pädagoge und Schriftsteller.

## Leben und Wirken
Karl Otto Horch absolvierte von 1907 bis 1913 an den Universitäten Tübingen und Leipzig Studien und wurde zum Dr. phil. sowie zum Dr. theol. promoviert. Anschließend war er bis 1920 als Lehrer tätig. Von 1920 bis 1937 wirkte er als Reichssekretär des CVJM in Ravensburg, von 1921 bis 1925 war er daneben „Reichspfadfinder“ der Christlichen Pfadfinderschaft Deutschlands. In den Zwanzigerjahren war Karl Otto Horch maßgeblich am Aufbau der evangelischen Jungschar beteiligt, und von 1921 bis 1933 leitete er die Jugendzeitschrift Die junge Schar. Ab 1939 war Horch Landesjugendwart der Pfälzischen Landeskirche in Neustadt an der Weinstraße. Nach 1945 wirkte er als Chefredakteur des CVJM-Jungscharkalenders. Horch lebte seit 1932 mit seiner Ehefrau im württembergischen Faurndau.
Karl Otto Horch verfasste neben seiner Tätigkeit als Funktionär Jugendbücher, Gedichte und Laienspiele.

## Werke (Auswahl)

### Monografien/Jugendbücher (Auswahl)
- Die Kirschen des Königs, Stuttgart 1915
- Um des Freundes willen, Berlin 1918
- „Feine Kerle“, Barmen 1921
- Eigene Wege, Barmen 1922
- Der Briefmarkenjude, Barmen-U. 1924
- Peter, der Zeitungsjunge, Barmen-U. 1924
- Mannhaftigkeit als Jugendziel!, Barmen 1925
- Jungscharleben, Barmen 1928
- Der Sepp und sein Motorboot, Barmen 1929
- Der Zuchthausphilipp und sein Freund, Barmen 1929
- Ein Junge sucht Abenteuer, Stuttgart 1934
- Und wir bekennen …, Kassel-Wilhelmshöhe 1934
- Der Husar des Alten Fritz, Berlin 1935
- Lustige Geschichten von Mäxe und Hansi, Berlin 1935
- Rhein – Kairo, Stuttgart  1935
- Zur rechten Stunde, Elberfeld 1935
- Arno wird hart, Stuttgart 1936
- Glocken über dem Land, Bad Blankenburg 1936
- Solche Jungen, Bad Blankenburg 1936
- Der Silberfaden, Berlin 1937
- Der Mann von Kolberg, Berlin 1938
- Trotzköpfe, Bad Blankenburg 1938
- Eine Welt für sich, Stuttgart 1938
- Wildlinge, Wuppertal-Elberfeld 1938
- Die zwölf Boten, Kassel 1939
- Glaube ohne Phrase, Berlin 1940
- Die „Hexe“ und ihr Erbe, Wuppertal-Elberfeld 1940
- Der letzte Ritt, Stuttgart 1940
- Ungleiche Brüder, Stuttgart 1948
- Dieter auf der Flucht, Stuttgart 1950
- Verlassen im Wilden Westen, Stuttgart 1950
- Auf gefährlichen Wegen, Stuttgart 1951
- Flucht ins Abenteuer, Kassel [u. a.] 1951
- Motor L 4 in Gefahr, Kassel [u. a.] 1951
- Die verhängnisvolle Kugel, Wuppertal-Barmen 1951
- Der unterirdische Gang, Stuttgart 1952
- Das große Wettspiel, Wuppertal-Barmen 1953
- Kleinholz, Kassel-Wilhelmshöhe 1953
- Leo als Retter, Wuppertal-Barmen 1953
- Der Markenfritze, Wuppertal-Barmen 1953
- Gefährlicher Ungehorsam, Wuppertal-Barmen 1954
- Das helle Licht, Kassel [u. a.] 1955
- Nachtflug ins Weltall, Kassel [u. a.] 1955
- Bastel wehrt sich, Stuttgart 1956
- Muley kauft ein, Stuttgart 1960
- Die Spieluhr, Wuppertal-Barmen 1960
- Der Onkeldoktor erzählt, Stuttgart 1963
- Meines Lebens Wanderfahrt, Stuttgart 1964
- Buffalo Bill als Lebensretter, Stuttgart 1967.[3]

### Monografien/Laienspiele
- Die sonderbaren Weihnachtsengel: Ein frohes Jungscharspiel in 7 Auftritten, Eichenkreuz-Verl., Barmen [1928]
- Der Bart des Propheten: Ein heiteres Reimspiel in 3 Auftritten, Eichenkreuz-Verl., Wuppertal-Barmen 1930
- Ein guter Streich: Aufführung in 7 Auftritten, Eichenkreuz-Verl., Wuppertal-Barmen [1931]
- Acht Tage im Ferienheim: Ein Jungscharspiel in 10 Auftritten, Eichenkreuz-Verl., Wuppertal-Barmen [1931]
- Der letzte Wille: Ein heiteres Versspiel, Quell-Verl., Stuttgart 1948[3]

### Herausgeberschaft
- Hero Luest: Christen erwachet! Wuppertal-Barmen 1933 (herausgegeben zusammen mit Hans Geß)
- Das goldene Tor, Kassel [u. a.] 1956 (herausgegeben zusammen mit Eberhard Fischer)